# Janez Janžekovič
Janez Janžekovič (Zagojiči, 4. ožujka 1901. – Ljubljana, 9. ožujka 1988.) bio je slovenski katolički svećenik, teolog i filozof.

## Životopis
Doktorirao je teologiju u Parizu.
Pisao je brojne rasprave o znanstvenoj epistemologiji. Otvoreno je kritizirao i nacionalsocijalizam i marksizam, koji su se sami proglašavali nositeljima znanstvenoga svjetonazora.